# Казанцев, Кира
Кира Казанцев (род. 1991) — победительница американского конкурса красоты «Мисс Америка 2015», состоявшемся 14 сентября 2014 года. Также выиграла «Мисс Нью-Йорк 2015». Свободно говорит на русском и испанском языках.

## Биография
Родилась 20 июля 1991 года в Сан-Франциско (по другим данным в городе Уолнат-Крик), Калифорния.
Происходит из семьи эмигрантов из Советского Союза. Её отец — Джордж — хирург-онколог, а мать — Джулия — риелтор. В семье есть брат Борис.
В возрасте 13 лет она стала подростковой «Мисс Калифорния», учась в Walnut Creek Intermediate. В 16 лет, она была юношеской «Мисс Калифорния» и окончила Las Lomas High School в городе Уолнат-Крик.
Посещала Университет Хофстра по специальности политология, глобалистика и география. С учетом американской Системы оценивания знаний она год проучилась за границей в Барселоне.
Затем переехала в Нью-Йорк, проживала в Мюррей-Хилл в Мидтаун (на Манхеттене).
Принимает участие в кампании защиты женщин от насилия в семье.